# 利根水郷ライン

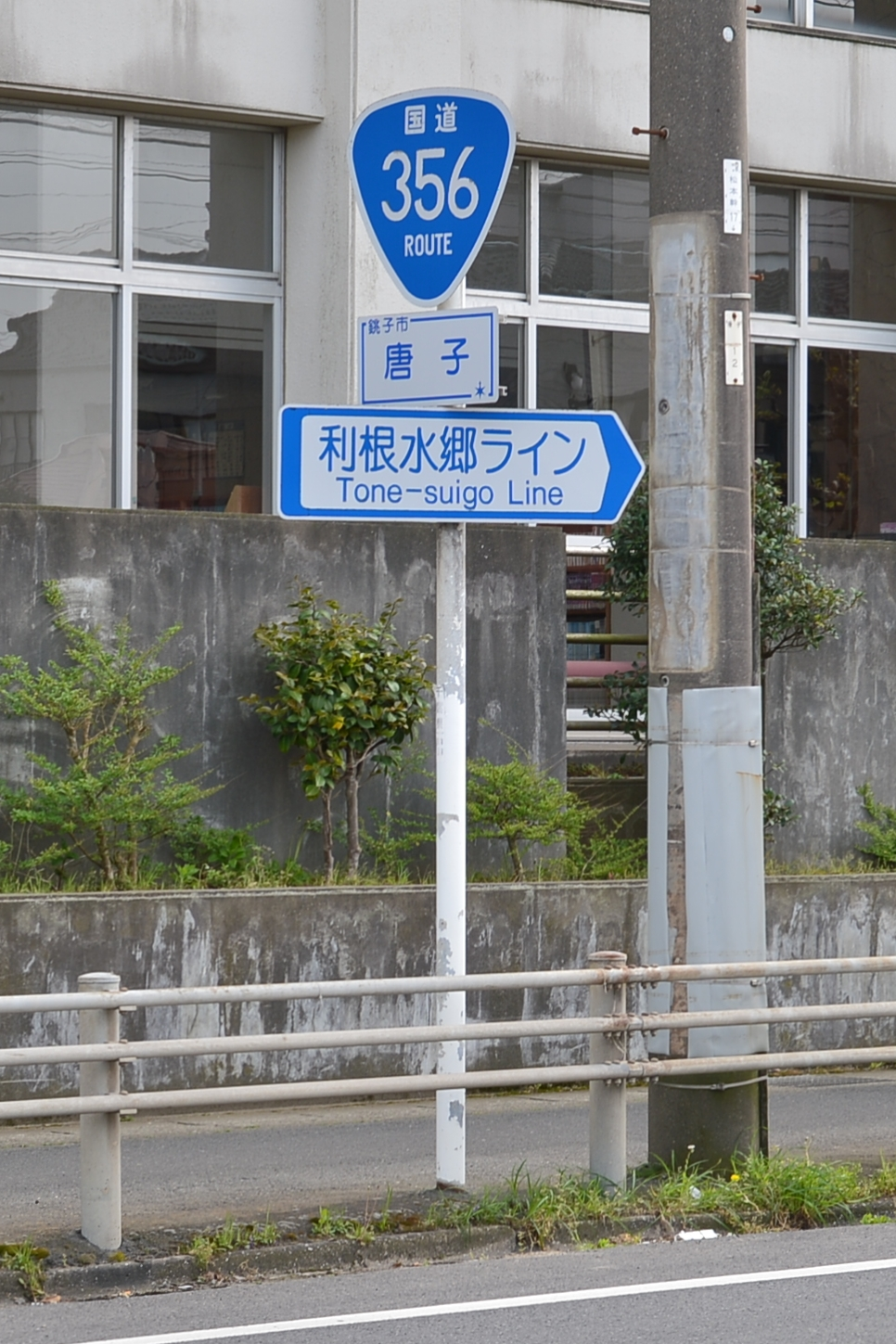
「利根水郷ライン」の道路標識

利根水郷ライン（とねすいごうライン）は、千葉県銚子市から、我孫子市に至る千葉県道路愛称名（1988年（昭和63年）度制定）である。

## 概要
国道356号の一部および県道170号我孫子利根線である。全線に渡って利根川右岸に沿う。
成田市の長豊橋（国道408号交点）より我孫子市終点までの区間は大型貨物車通行禁止となっている。

### 路線データ
- 起点 : 千葉県銚子市三軒町 国道126号交差点
- 終点 : 千葉県我孫子市 国道6号交差点
- 路線延長 : 94.9 km